# Lovenia grisea
Lovenia grisea is een zee-egel uit de familie Loveniidae.
De wetenschappelijke naam van de soort werd in 1907 gepubliceerd door Alexander Agassiz & Hubert Lyman Clark.